# Snobrød
Snobrød er et brød, hvor dejen er rullet til en lang 'pølse' og snoet om enden af en pind. Bages over bål.
Dejen er en almindelig brøddej, bedst med gær som hævemiddel, men der findes også gode opskrifter med bagepulver.
Den bedste pind er en nogenlunde lige pind af løvtræ, der ikke giver afsmag, f.eks. birk eller nød. Længden afpasses efter ens magelighed og bålets størrelse. Tykkelse i brød-enden ca. 1,5 – 2 cm. Jo tykkere pind, jo tungere er den at holde. En for tynd pind bøjer under dejens vægt hvis den er friskskåret. Pinden afbarkes med en kniv 15-20 cm ind fra den ende, der skal bære dejen.
Bålet skal være et glødebål. Mest velegnet er brænde fra hårde træsorter som bøg og eg, men andet løvtræ kan også bruges, dog ikke poppel og asp, der giver en sur røg. Nåletræ, specielt gran er uegnet, da det ikke giver ret mange gløder og i øvrigt knalder og brager, så madlavning over et sådant bål godt kan blive en ubehagelig og grisende affære. Lad bålet brænde lidt ned, så der ikke er så mange flammer, og spred evt. bålet lidt så der er god plads over gløderne til det ønskede antal snobrød. Pas på at gløderne ikke kommer for tæt på bålbanderne, da disse så brænder væk.
Rul dejen ud til en lang pølse, ca. lige så tyk som den pind der skal bære dejen. Sno dejen omkring pinden på det afbarkede område (Start udefra). Husk at lukke ude for enden og tryk den afsluttende ende godt til.
Bages over gløderne, ikke over flammer. Hold god afstand (15-30 cm) og drej pinden regelmæssigt, så brødet bliver bagt jævnt. Dette kan godt kræve lidt tålmodighed. Brug evt. en brændeknude eller lignende ti at støtte pinden mod. Trætte arme giver nogle uheldige 'dyp' af brødet ned i bålet.
Når brødet lyder hult over det hele, når man banker forsigtigt på det med en kniv, er det færdigt og kan forsigtigt trækkes af pinden når det har kølet lidt af. Spises som det er eller med smør, marmelade, ost eller lignende. Har man været forudseende og dimensioneret sin snobrødspind efter en pølsetykkelse, kan man lave sig en hotdog ved at hælde ketchup, sennep og lignende i snobrødets hul og stikke en kogt eller ristet pølse i. Her er det mest praktisk at man har været omhyggelig under påsnoningen af dejen, så der ikke forekommer revner.

## Blandede tips og tricks
- Snobrødspinde kan gemmes (tørt) og bruges igen. Men skrab lige lidt af overfladen på det brugte stykke. Tørre pinde har det desværre bare med at brænde, hvis de kommer for tæt på varmen.
- Rul en skive skinke om pinden før dejen påsættes. Put en ostepind i hullet når brødet er færdigt.
- Hold en pølse langs pinden før dejen påsættes. Pølsen ristes mens brødet bager.
- Hvis man ikke vil være så nasset på fingrene eller mangler en røreskål, kan dejen samles og æltes i en (ren) plastikpose.
- Sving ikke med pinden for at køle det færdige brød – der kan ske meget, lige fra at ramme sidemanden til at brødet forsvinder i en bue ud i mørket.
- Snobrød kan også laves på grillen derhjemme. Kan man have en pind i højden over en kassegrill eller lign., kan man bage sine 'flutes' mens kødet steger. Hvidløgssmør kan anbefales.

## Andre lande
I mange europæiske lande er der tradition for at tilberede brød og kager, hvor dejen er snoet rundt om en pind og bagt over gløder.
| Land                      | Ret                |
| ------------------------- | ------------------ |
| Frankrig                  | Gâteau à la broche |
| Litauen                   | Šakotis            |
| Luxembourg                | Bamkuchen          |
| Polen                     | Sękacz             |
| Rumænien                  | Cozonac secuiesc   |
| Slovenien/ Tjekkiet       | Trdelník           |
| Sverige                   | Pinnbröd           |
| Tyskland                  | Baumkuchen         |
| Ungarn                    | Kürtőskalács       |
| Østrig/ Schweiz/ Tyskland | Baumstriezel       |